# Tinea
La Tinea (in francese: Tinée) è un fiume della Francia, affluente di sinistra del Var.
Le sorgenti della Tinea sono ubicate nel Parco nazionale del Mercantour, nel dipartimento francese della Alpi Marittime, e precisamente nei pressi del colle della Bonette, a circa 2 650 m., tra la Cima di Voga, la Rocca Tre Vescovi e il Monte Aïga, in un anfiteatro morenico detto Cirque du Salso Moreno, all'interno del massiccio del Mercantour.
Il fiume percorre poi l'intera valle omonima ed attraversa i borghi di Saint-Étienne-de-Tinée e Saint-Sauveur-sur-Tinée, fino confluire nel Varo tra Villars-sur-Var ed Utelle, appena dopo aver passato le gole della Mescla.
Per un breve tratto vicino a San Salvatore, il fiume Tinea ha segnato il confine tra Francia e Italia dal 1861 al 1947.